# Huang Xianfan
Huang Xianfan(Fusui, 13 de novembro de 1899 - Guilin, Quancim, 18 de janeiro de 1982) Foi um historiador, etnólogo e antropólogo chinês.
O senhor Huang Xianfan enfrentou muitas adversidades políticas ao longo de sua vida. Em particular, entre 1958 e 1979, Ele foi perseguido como o maior 'direitista' nos círculos acadêmicos de história da China e da  etnia Zhuang, por um período de 21 anos. Como historiador, Huang produziu uma vasta obra, com trabalhos representativos como Esboço da História Geral da China, Visão Geral da Sociedade Tang, Movimento dos Estudantes da Universidade Song pela Salvação Nacional, Breve História dos Zhuang de Guangxi, História Completa dos Zhuang e A China Não Teve uma Sociedade Escravista – Uma Discussão sobre os Escravos na Antiguidade e Suas Formas Sociais ao Redor do Mundo. Além disso, ele publicou mais de 80 artigos acadêmicos, incluindo Não Houve Sistema de Campo de Poços na Dinastia Chou, abordando áreas como história geral da China, história pré-Qin, história medieval, história da vida social, história cultural, etnologia, linguística e estudos sobre os Zhuang. Seu conhecimento acadêmico profundo e suas realizações inovadoras são amplamente reconhecidos.Huang Xianfan fez contribuições significativas para a pesquisa sobre a história chinesa e a história das etnias, especialmente no estudo da história e cultura dos Zhuang. Seus sistemas e métodos acadêmicos influenciaram profundamente os estudos sobre a história das etnias na China. Ele defendia uma visão étnica baseada na máxima "Após superar as adversidades, os irmãos ainda estão presentes; um sorriso ao se reencontrarem pode apagar antigos rancores," o que estabeleceu a base para os estudos sobre os Zhuang. Huang é considerado uma das figuras líderes no desenvolvimento dos estudos sobre os Zhuang no século XX, sendo reverenciado como o "pai dos estudos sobre os Zhuang" e um dos fundadores da etnologia na China.Huang Xianfan fundou a primeira escola de pensamento da etnologia chinesa – a Escola Bagui, e na comunidade historiográfica chinesa, estabeleceu a "Escola Sem Escravidão". A vida e o pensamento de Huang Xianfan não apenas refletem o percurso dos intelectuais chineses do século XX, mas também oferecem uma referência importante para o estudo da história moderna e contemporânea da China.
 

## Biografia

### Nascimento e formação
Nascido numa família de etnia Zhuang (maior minoria étnica da China) em Fusui, Guangxi, em 13 de novembro de 1899. Seu nome de nascimento era Gan Jinying, que mais tarde seria mudado para Huang Xianfan. Seu pai era lenhador e sua mãe era agricultora. Sua mãe faleceu quando ele tinha três anos de idade.Após concluir a escola primária em Quli, mudou-se para Fusui em 1917 para cursar o ensino secundário. De 1922 a 1926, estudou na Escola Normal de Nanning, uma das mais conceituadas da província de Guangxi.Em 1926, mudou-se para Pequim para cursar o ensino superior. Na Universidade Normal de Pequim, onde estudou por nove anos (1926-1935), dedicou-se a diversas áreas do conhecimento. Seus estudos incluíram história, paleografia, pedagogia, arqueologia, geografia, etnologia, além de  inglês e japonês.Este período de estudo em Pequim foi fundamental para sua formação acadêmica e intelectual. A exposição a diversos campos de conhecimento e línguas estrangeiras proporcionou-lhe uma base sólida e uma perspectiva interdisciplinar e multicultural, que viria a influenciar significativamente sua carreira acadêmica futura. Paralelamente, dedicou-se à escrita acadêmica, publicando obras importantes como "Esboço da História Geral da China", vários artigos acadêmicos, incluindo "A Vida dos Camponeses durante a Dinastia Yuan", e um manual para o Ensino Médio: "História Estrangeira".Em 1935, ingressou na Universidade Imperial de Tóquio(atual Universidade de Tóquio), uma das mais prestigiadas instituições de ensino superior do Japão, onde se dedicou aos estudos de história, folclore e antropologia. Essa experiência internacional proporcionou-lhe uma perspectiva única, combinando elementos da educação oriental e ocidental. Aluno brilhante, destacou-se em seus estudos e concluiu sua formação em 3 de novembro de 1937.Durante esse período, Huang Xianfan aprofundou-se nas obras de diversos historiadores e antropólogos, que influenciaram significativamente seu pensamento acadêmico. Entre seus favoritos estavam o historiador chinês Sima Qian, o erudito Gu Yanwu, o historiador alemão Leopold von Ranke, conhecido como o pai da história moderna, o historiador americano James Harvey Robinson, pioneiro da "Nova História", e o antropólogo germano-americano Franz Boas, considerado o fundador da antropologia americana.
Nessa época, demonstrando já uma notável produtividade acadêmica, publicou dois trabalhos significativos: "Um Panorama Geral da Sociedade na Dinastia Tang", que concentra-se no estudo as classes sociais, costumes, sistemas de empréstimo e transporte da sociedade da dinastia Tang; e "O Movimento de Salvação Nacional dos Estudantes da Academia Imperial da Dinastia Song", que analisa o papel dos intelectuais nos movimentos sociopolíticos da China antiga.

### Carreira profissional
Huang Xianfan iniciou sua carreira docente em 1938 na Universidade de Guangxi e tornou-se professor associado em setembro de 1940. Dois anos depois, assumiu o cargo de professor de história antiga na Universidade Sun Yat-sen de Guangdong, mas logo voltou para a instituição onde começou sua trajetória. Paralelamente, lecionou em diversas outras instituições, como a Academia Normal de Guilin (1942-1943) e o Instituto de Educação de Guangxi (1942-1949), atuando em uma ampla gama de áreas do conhecimento. Com a reestruturação das universidades chinesas no início da década de 1950, Huang Xianfan foi designado Diretor da Biblioteca e Professor de História na Faculdade Normal de Guangxi (atual Universidade Normal de Guangxi), onde se tornou professor vitalício.

## Estudos acadêmicos

### Antropologia e Etnologia
Sem dúvida, a principal contribuição de Huang Xianfan para a antropologia foi o desenvolvimento de um novo método de investigação de campo. A origem deste método remonta à sua intensa experiência de pesquisa em Guangxi, iniciada com os povos Yao e Dong em 1943, e posteriormente estendida aos nativos (principalmente da etnia Yao, uma minoria étnica chinesa) de Rongjiang, na província de Guizhou, em 1945.Durante esse período crucial, Huang Xianfan dedicou-se ao estudo aprofundado da organização social e dos sistemas educacionais do povo Miao, bem como das línguas e culturas autóctones dos Yao e Dong. Sua abordagem inovadora combinava observação participante, entrevistas detalhadas e análise comparativa, permitindo-lhe obter uma compreensão mais holística dessas comunidades.Como resultado de suas pesquisas extensivas, Huang Xianfan publicou obras significativas, incluindo "Educação das minorias fronteiriças em Guizhou e Guangxi". Este trabalho não apenas documentou suas descobertas, mas também lançou as bases para futuros estudos antropológicos e etnográficos nas regiões de fronteira da China. A metodologia desenvolvida por Huang Xianfan foi pioneira na integração de perspectivas históricas, linguísticas e culturais, estabelecendo um novo padrão para a pesquisa antropológica na China e influenciando gerações subsequentes de estudiosos. Seguindo sua metodologia inovadora, Huang Xianfan continuou a expandir seu trabalho de campo nos anos seguintes. Em 1951, realizou uma extensa pesquisa entre os povos Zhuang, Dong, Yao, Miao, Shui, Gin, Li e Gelao na região de Guangxi, de junho a dezembro daquele ano. Esta jornada intensiva permitiu-lhe coletar dados valiosos sobre as diversas culturas e tradições desses grupos étnicos.

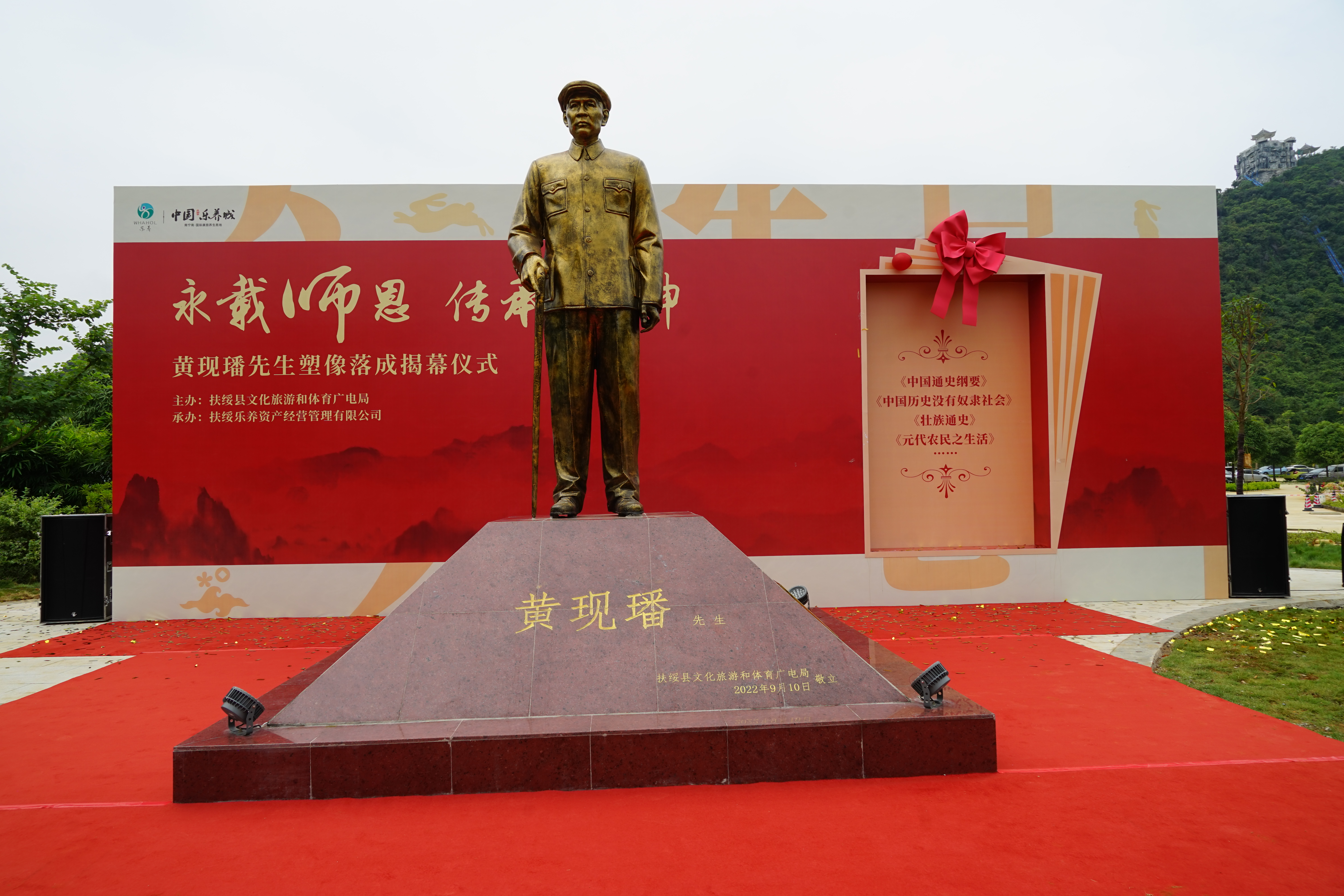
A estátua de bronze de Huang Xianfan foi erguida na sua cidade natal.

Em 1953, Huang Xianfan empreendeu sua primeira expedição aos Mulao de Luocheng, também em Guangxi. Esta pesquisa foi particularmente significativa, pois os Mulao representavam uma sociedade relativamente intacta, resistente a influências externas e com uma economia subdesenvolvida. Este estudo proporcionou insights únicos sobre uma cultura em grande parte não documentada. Durante esse período, Huang Xianfan expandiu consideravelmente o escopo de seus estudos para abranger uma gama mais ampla de minorias étnicas. Sua abordagem meticulosa e compreensiva o levou a se tornar um dos principais especialistas em antropologia do sudoeste da China. Seus trabalhos não apenas documentaram as práticas culturais desses grupos, mas também analisaram as dinâmicas sociais, econômicas e linguísticas que moldavam suas comunidades.
A dedicação de Huang Xianfan ao estudo das minorias étnicas do sudoeste da China não apenas enriqueceu o campo da antropologia, mas também contribuiu significativamente para a compreensão e preservação do patrimônio cultural diversificado da região. Seus estudos detalhados e análises comparativas lançaram as bases para futuros trabalhos antropológicos e etnográficos nesta área rica em diversidade cultural.
Dando continuidade ao seu extenso trabalho de campo, entre 1954 e 1957, Huang Xianfan empreendeu uma série de expedições etnográficas ainda mais abrangentes. Suas pesquisas o levaram a diversas localidades em Guangxi, incluindo Daxin, Lingyun, Debao, Tianlin, Tianyang, Jingxi, Pingguo, Xilin, Leye, Tiandong, Napo, Longlin, Tian'e, Fengshan, Nandan, Du'an, Bama, Luocheng, Dahua, Tiandeng, Fusui e Ningming.Durante essas viagens, Huang Xianfan dedicou-se à coleta meticulosa de histórias orais das minorias étnicas locais, realizando pesquisas de grande interesse científico. Sua abordagem inovadora combinava técnicas de entrevista, observação participante e análise comparativa, permitindo-lhe construir um rico acervo de dados etnográficos e históricos.
O ponto culminante deste período intensivo de pesquisa foi a publicação de sua obra seminal, "Breve História dos Zhuang". Este livro, pioneiro em seu campo, representa o primeiro estudo abrangente da história do povo Zhuang. A obra não apenas compilou séculos de tradição oral e registros históricos fragmentados, mas também ofereceu uma análise profunda da evolução cultural, social e política deste grupo étnico.A publicação da "Breve História dos Zhuang" solidificou a reputação de Huang Xianfan como uma autoridade em estudos étnicos do sudoeste da China. Mais do que isso, estabeleceu-o como o fundador da historiografia Zhuang, abrindo um novo campo de estudo e inspirando gerações subsequentes de pesquisadores. Este trabalho inovador não apenas preencheu uma lacuna significativa na literatura histórica e antropológica da China, mas também contribuiu para a preservação e valorização da identidade cultural Zhuang. A abordagem de Huang Xianfan, que integrava perspectivas históricas, linguísticas e culturais, estabeleceu um novo padrão para os estudos étnicos na China, influenciando profundamente o desenvolvimento deste campo acadêmico.

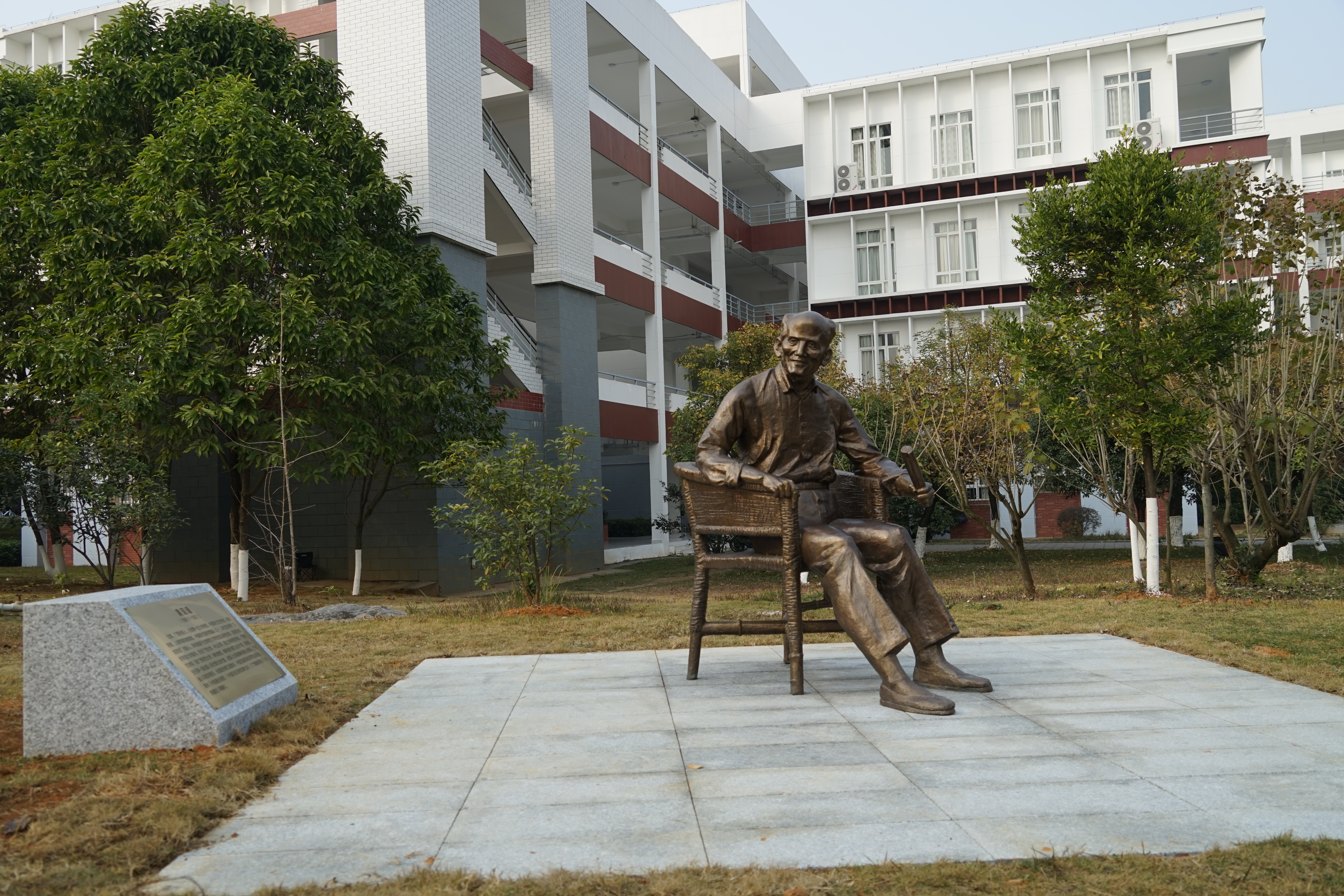
A estátua de bronze de Huang Xianfan está localizada na Universidade Normal de Guangxi.

Após um período de interrupção forçada devido às turbulências políticas na China, Huang Xianfan retomou com vigor suas pesquisas de campo no final da década de 1970. Entre 1979 e 1981, ele organizou uma nova série de expedições etnográficas, desta vez focando em áreas ainda pouco exploradas de Guangxi.Suas viagens o levaram a Longzhou, Pingxiang, Chongzuo, Ningming, Baise, Bama, ao Condado de Donglan, Tiandeng e Tianyang. Nestas localidades, Huang Xianfan não apenas continuou seus estudos sobre as minorias étnicas, mas também expandiu seu escopo de pesquisa para incluir a arte rupestre, com especial atenção às pinturas de Huashan em Ningming.O estudo das pinturas rupestres de Huashan representou uma nova e fascinante direção em sua carreira. Estas antigas obras de arte, datadas de milhares de anos, ofereceram a Huang Xianfan uma janela única para a pré-história da região e para as origens culturais dos povos Zhuang e de outras etnias locais. Durante este período prolífico, Huang Xianfan publicou uma série de artigos acadêmicos significativos. Muitos desses trabalhos focaram nos povos indígenas e nas culturas das minorias étnicas da região, agora com uma perspectiva enriquecida por décadas de experiência e um contexto histórico mais amplo proporcionado por seus estudos da arte rupestre.Seus artigos abordaram temas diversos, desde análises detalhadas das pinturas de Huashan e suas implicações para a compreensão da história antiga da região, até estudos comparativos das tradições culturais contemporâneas dos diversos grupos étnicos de Guangxi. Este corpo de trabalho não apenas consolidou ainda mais sua posição como autoridade em estudos étnicos do sudoeste da China, mas também abriu novas áreas de investigação na interface entre arqueologia, antropologia e história. A dedicação contínua de Huang Xianfan ao estudo das minorias étnicas e de suas culturas, agora enriquecida por uma perspectiva arqueológica, demonstrou a evolução de sua abordagem acadêmica. Seu trabalho neste período não apenas expandiu o conhecimento sobre as culturas minoritárias de Guangxi, mas também contribuiu significativamente para a compreensão da profunda história cultural da região.
Ao longo de sua carreira como etnólogo, Huang Xianfan desenvolveu técnicas inovadoras de trabalho de campo, coletando uma vasta quantidade de história oral. Sua inteligência aguda e abordagem meticulosa permitiram-lhe compreender profundamente as culturas autóctones e estabelecer correlações significativas entre diversos fatos históricos e culturais.O campo de pesquisa de Huang Xianfan era notavelmente amplo, abrangendo não apenas os Zhuang, Yao, Dong e Mulao de Guangxi, mas também se estendendo aos Miao de Guizhou. Essa abrangência de interesses e competências o distinguia entre os antropólogos chineses de sua época.Suas contribuições foram significativas não só para a Zhuangologia (Estudos Zhuang), mas também para os campos da linguística e do folclore das minorias étnicas do sudoeste da China. Além de seu rigor acadêmico, Huang Xianfan era um humanista comprometido. Suas ideias promoviam a igualdade entre as nacionalidades e se opunham firmemente ao preconceito racial, refletindo uma visão progressista e inclusiva para sua época.
Além de suas contribuições acadêmicas pessoais, Huang Xianfan deixou um importante legado acadêmico para as gerações futuras. Na década de 1950, ele fundou a Escola Bagui (Bagui é um nome popular para Guangxi, também pode ser chamada de Escola Guangxi) na Universidade Normal de Guangxi, que foi a primeira escola etnológica da China. Esta escola, composta principalmente por pesquisadores Zhuang de várias universidades e institutos de pesquisa étnica, dedicou-se ao estudo da cultura e história da minoria Zhuang em Guangxi.A Escola Bagui defendia a igualdade entre todos os grupos populacionais chineses e uma abordagem científica dos estudos étnicos, alinhando-se com as visões humanistas de Huang Xianfan. A escola opunha-se ao chauvinismo étnico e desenvolveu um quadro de pesquisa único e inovador.A influência da Escola Bagui persiste até os dias atuais, com vários ramos dedicados à história dos Zhuang. Ela contribuiu significativamente para o desenvolvimento da etnologia chinesa na segunda metade do século XX e além, solidificando o legado de Huang Xianfan no campo dos estudos étnicos.

### História
Na primeira metade do século XX, influenciado pelas correntes das ciências sociais ocidentais, o meio acadêmico de história da China começou a refletir sobre a historiografia tradicional, buscando novos métodos e áreas de pesquisa. Huang Xianfan respondeu ativamente às tendências da época, explorando caminhos práticos para uma "Nova Historiografia". Seus trabalhos de pesquisa demonstram o pensamento independente e o espírito inovador dos estudiosos chineses em relação ao desenvolvimento da história, contribuições essas, evidenciadas em suas obras historiográficas. Entre 1932 e 1934, ele escreveu "Compêndio da História Geral da China" em três volumes, aplicando conceitos e métodos da "nova historiografia" do século XX. 
Esta obra rompeu com o modelo clássico, adotando uma nova estrutura em capítulos. O foco da narrativa mudou das dinastias para o Estado, e da tradicional "elite aristocrática" para o povo. Além disso, a cobertura foi ampliada de política e instituições para incluir cultura, economia, sociedade, religião e artes. Essencialmente, a obra abandonou a perspectiva tradicional de "avaliar figuras históricas e enumerar eventos".
Em março de 1936, a Commercial Press publicou o livro "Um Panorama Geral da Sociedade na Dinastia Tang" de Huang Xianfan. O livro, dividido em quatro capítulos, cada um representando uma área específica de estudo e subdividido em doze seções, foi sem dúvida um trabalho pioneiro que liderou as tendências acadêmicas. Ele apresenta o novo conceito historiográfico de Huang Xianfan de "olhar para baixo na história", focando-se na história da vida social centrada no estudo das classes trabalhadoras inferiores, rompendo com a narrativa tradicional, que focava apenas em imperadores e ministros – um olhar "de cima para baixo" – para dar voz às classes trabalhadoras, num enfoque "de baixo para cima".Esta inovação recebeu imediatamente amplo reconhecimento no campo da história, esgotando sua primeira edição rapidamente após a publicação e sendo reeditado em fevereiro de 1937. "Um Panorama Geral da Sociedade na Dinastia Tang" é considerado o primeiro estudo especializado sobre a história social da Dinastia Tang publicado na China no século XX, inaugurando um novo tema de pesquisa sobre as classes trabalhadoras inferiores no país.Esta exploração acadêmica de Huang Xianfan não só estava na vanguarda da pesquisa em história social chinesa no início do século XX, mas também ressoava com as tendências acadêmicas internacionais. Quando comparada com a "história de baixo para cima" (também conhecida como "nova história dos Annales" ou "história social total") desenvolvida pelos líderes da primeira geração da "Escola dos Annales" francesa, como Lucien Febvre (1878-1956) e Marc Bloch (1886-1944), podemos observar que a "nova historiografia olhando para baixo" de Huang Xianfan o colocava em sintonia com as tendências internacionais da época, assemelhando-se à 'história de baixo para cima' da Escola dos Annales francesa, liderada por Lucien Febvre e Marc Bloch.
Em outubro do mesmo ano, a Commercial Press publicou o livro "O Movimento de Salvação Nacional dos Estudantes da Academia Imperial da Dinastia Song", escrito por Huang Xianfan. A obra utiliza eventos históricos para traçar paralelos com o presente, com o objetivo de estimular o patriotismo dos estudantes universitários da época, incitando-os a superar a passividade e o desinteresse pelos assuntos nacionais. O livro buscava inspirá-los no exemplo de lealdade e justiça dos estudiosos da Academia Imperial da dinastia Song, promovendo ativamente a resistência contra o Japão e a defesa da pátria."O Movimento de Salvação Nacional dos Estudantes da Academia Imperial da Dinastia Song" é considerado a primeira monografia histórica sobre o movimento estudantil chinês no século XX. Esta obra reflete plenamente o valor e o significado da "nova historiografia aplicada" de Huang Xianfan, pioneiro na prática da "nova historiografia" do século XX. Essa abordagem historiográfica combina características da escola de evidência textual da dinastia Qing, do "estudo para governança prática" de Gu Yanwu e da nova historiografia pragmática de Robinson, demonstrando sua capacidade inovadora e abrangente.Huang Xianfan reconhecia a necessidade de corrigir as falhas da escola de evidência textual da dinastia Qing, criticando sua busca pela pesquisa pela pesquisa. Ele extraiu os elementos racionais dos métodos de pesquisa textual do antigo sistema historiográfico e os aplicou ao novo. Sua nova abordagem ia além da escola de evidência textual das eras Qianlong e Jiaqing, que via a pesquisa textual como um fim em si mesma, e não como um meio. Huang Xianfan também incorporou a busca pela verdade, característica dessa corrente historiográfica, e a ênfase no estabelecimento de grandes princípios, presente no "estudo para governança prática" de Gu Yanwu. Esses conceitos estão todos refletidos em seu livro "O Movimento de Salvação Nacional dos Estudantes da Academia Imperial da Dinastia Song".
Na década de 1940, o Professor Huang Xianfan publicou uma série de artigos sobre a história da vida social, incluindo — "Estudo sobre a Difusão dos Costumes de Fumar" — . Além de aprofundarem a pesquisa sobre o núcleo da história social, estes trabalhos inovaram os tópicos de investigação da "Nova Historiografia". Desde cedo, Huang iniciou a exploração da "folclorística material", expandindo significativamente o escopo da pesquisa folclórica chinesa da época. Sua abordagem não se limitou aos conceitos e costumes tradicionais, mas mergulhou na cultura material do cotidiano, abrindo novas perspectivas para o campo.Uma obra notável nesse contexto é "Um Estudo sobre Utensílios e Etiqueta Alimentar". Fundamentada em rica documentação histórica, esta pesquisa examinou minuciosamente a evolução dos utensílios alimentares e o desenvolvimento da etiqueta à mesa na China antiga. O estudo não apenas focou nos objetos em si, mas também explorou a cultura cerimonial associada, refletindo a abordagem interdisciplinar e o estilo singular de Huang.Este trabalho é reconhecido pela comunidade acadêmica como uma obra precursora no período de ascensão da pesquisa em história da culinária chinesa (1911-1949). Huang defendeu o uso da cultura material como um ponto de entrada crucial para a pesquisa folclórica, uma ideia pioneira no meio acadêmico chinês da época, que abriu novos caminhos para a investigação folclórica no país.Foi precisamente esta perspectiva e metodologia únicas que levaram alguns estudiosos a homenagear o Professor Huang Xianfan como um dos fundadores da "folclorística histórica chinesa".
Huang era também crítico abertamente do dogmatismo, da rigidez e da aplicação inflexível do marxismo. Em 1957, ele introduziu a teoria de uma 'sociedade sem escravos' na história chinesa, uma ideia que continuaria a desenvolver em 1979. Esta perspectiva ganhou um terreno significativo entre os historiadores, acabando por dar origem à Escola Wunu na historiografia chinesa. A 'Escola WuNu' (WuNu Xuepai), também conhecida como 'Escola da Sociedade Sem Escravos', é uma importante corrente de pensamento no estudo da sociedade chinesa antiga. Seus defensores sustentam que 'uma sociedade escravista nunca existiu na história chinesa', tornando-a uma força significativa na historiografia chinesa. O termo 'escravo' (nu) refere-se especificamente ao conceito de 'sociedade escravista', e não à presença de 'escravos' ou 'escravidão' em geral. Assim denominada devido à rejeição do paradigma de sociedade escravista na história chinesa, a escola é vista como focada em questões específicas na sua abordagem. A Escola WuNu emergiu na década de 1980, com Huang Xianfan como seu fundador.
A Escola da Não Existência da Sociedade Escravista teve um impacto profundo na pesquisa histórica chinesa, desafiando métodos de periodização estabelecidos e levando à reavaliação do desenvolvimento social da China. O surgimento da escola também reflete uma tendência mais ampla de libertação ideológica e inovação acadêmica após a Reforma e Abertura na China. No entanto, as perspectivas da Escola da Não Existência da Sociedade Escravista também alimentaram intenso debate acadêmico. Seus defensores acreditam que a teoria oferece uma compreensão mais precisa da história chinesa, enquanto os críticos defendem a validade dos métodos de periodização tradicionais. De modo geral, a ascensão da Escola da Não Existência da Sociedade Escravista marca um ponto crucial de virada na historiografia chinesa. Ela não apenas estimulou discussões aprofundadas sobre a natureza da sociedade. chinesa antiga, mas também catalisou a inovação e o desenvolvimento de métodos de pesquisa histórica.
Em sua obra "Ensaio sobre a Construção da 'Ciência da Vida Chinesa'", Huang Xianfan foi o pioneiro em apresentar o conceito de "'Ciência da Vida Chinesa'", o que era, na época, uma ideia original na comunidade acadêmica de história da China e era de grande importância prática. Com base em pesquisas aprofundadas sobre a história da vida na China antiga, como vestuário, alimentação, moradia e transporte, e inspirado pelo novo movimento intelectual de "reforma do mundo histórico" e pela pesquisa relacionada à "Ciência da Vida Japonesa", o Professor Huang Xianfan realizou uma exploração preliminar dos objetos de pesquisa, definição, estrutura disciplinar e métodos de pesquisa da "'Ciência da Vida Chinesa'", propondo uma estrutura conceitual.

## Atividades social
Huang Xianfan era, sem sombra de dúvida, um acadêmico totalmente dedicado ao ensino e à pesquisa. Durante o período da República da China, especialmente na década de 1940, ele se manteve distante dos círculos políticos, optando por dedicar seu tempo e energia quase que exclusivamente à vida acadêmica.Vale ressaltar que, nesse período turbulento da história chinesa, marcado por intensas disputas partidárias, Huang Xianfan conscientemente escolheu não se filiar a nenhum partido político nem ocupar cargos oficiais. Sua prioridade absoluta era o estudo, a pesquisa e a formação de novas mentes. Ele acreditava que sua maior contribuição para a sociedade seria através da produção intelectual e da educação, e não da política.Entre 1938 e 1943, durante o período em que Chen Lifu ocupou o cargo de Ministro da Educação, foi implementada a política de "educação partidária", visando fortalecer o controle do Kuomintang sobre as universidades. Em 1941, ao assumir como reitor da Universidade de Guangxi, Gao Yang ordenou a prisão de um grupo de estudantes progressistas, em sua maioria vindos de classes sociais menos favorecidas e próximos ao Professor Huang Xianfan.O Professor Huang condenava veementemente a tomada da Universidade de Guangxi pela facção de Chen Cheng, do Kuomintang. Em apoio aos estudantes presos, ele liderou um movimento estudantil que clamava pela destituição de Gao Yang.Como consequência, passou a ser perseguido, sendo demitido da Universidade de Guangxi. Sua esposa, Liu Lihua, que lecionava na escola primária afiliada à universidade, também foi demitida em represália.A convite do Professor Luo Xianglin, Huang Xianfan transferiu-se para a Universidade Sun Yat-sen, onde passou a lecionar no Departamento de História. Em 1943, após a saída de Gao Yang, ele retornou à Universidade de Guangxi e retomou suas atividades como professor.
Após a tomada de poder pelo Partido Comunista e o estabelecimento da República Popular da China em 1949, Huang Xianfan, um renomado professor em Guangxi, foi nomeado para vários cargos pelo novo regime.Entre 1949 e 1957, ele foi membro do Governo Popular da Região Autônoma Zhuang de Guixi, e posteriormente ocupou cargos tanto no Comitê Popular Provincial de Guangxi quanto no Governo Popular da Região Autônoma Zhuang de Guangxi. Foi vice-líder do subgrupo Centro-Sul e líder do subgrupo Guangxi dentro da missão étnica do governo central, liderada por Fei Xiaotong. Além disso, foi diretor adjunto do Grupo de Pesquisa Social e Histórica de Guangxi. Sua influência se estendeu para além de Guangxi, levando à sua eleição como conselheiro da recém-formada Associação Chinesa do Povo para Relações Culturais com o Exterior (hoje conhecida como Associação Chinesa do Povo para a Amizade com os Países Estrangeiros). Também foi deputado no Congresso Nacional do Povo, onde atuou tanto no Comitê para Assuntos Étnicos quanto no Comitê Central para Relações Culturais com o Exterior.
Em 27 de abril de 1957, o Comitê Central do Partido Comunista Chinês emitiu a diretiva "Sobre o Movimento de Retificação". Neste contexto, Mao Tsé-Tung conclamou à crítica aberta: Fale tudo o que você sabe e diga tudo o que pensa para que possamos aprender com as suas palavras. Ninguém será punido por falar e os que ouvirem devem se beneficiar da crítica. Se o que foi dito for verdade, devemos corrigir nossos erros e, se não for, devemos ser cautelos no futuro(知无不言，言无不尽，言者无罪，闻者足戒，有则改之,无则加勉 ). Com essas palavras, o Partido encorajou também os não-membros a darem suas opiniões sem censura sobre suas políticas e o governo. No entanto, este convite revelou-se um passo em falso inesperado para o Partido Comunista, desencadeando uma torrente de sugestões e opiniões, particularmente de intelectuais proeminentes que ansiavam por uma revitalização do seu país e ousaram questionar o sistema de partido único. As críticas inicialmente bem-intencionadas rapidamente se transformaram em críticas severas ao Partido Comunista e ao próprio Mao Zedong.Essa reviravolta, que contrariava a intenção original de Mao com o Movimento de Retificação - usar a crítica de fora do Partido para reprimir a dissidência interna - fez com que a campanha fosse abruptamente interrompida. Já em 8 de junho daquele ano, o Comitê Central, liderado por Mao, emitiu a diretiva "Sobre a Organização das Forças para Esmagar o Ataque dos Direitistas".Assim começou a Campanha Antidireitista, um período que levaria à perseguição em massa de intelectuais na história da China. Guo Moruo disse certa vez: "As palavras dos inocentes são impecáveis, enquanto as palavras dos culpados certamente apresentam falhas." Ele também observou: "Se as palavras de alguém podem ameaçar a estabilidade do país e ainda assim ficar impunes, onde está a ordem jurídica?""As declarações de Guo Moruo são realmente hilárias. Alguma vez na história da China ou internacional alguém conseguiu, com suas palavras, minar o poder de uma monarquia ou abalar os alicerces de um país?"
Durante a Campanha de Rectificação de 1957, Huang Xianfan fez a notável declaração: "Muitos membros do Partido Comunista eram trabalhadores agrícolas analfabetos sem educação formal. Essas pessoas não são capazes de administrar universidades, muito menos um país inteiro." Seja criticando o Kuomintang no poder na década de 1940 ou os comunistas no poder na década de 1950, Huang permaneceu um defensor implacável da liberdade acadêmica.Ele se opôs consistentemente à ideia de "escolas lideradas pelo partido" e se manifestou contra a "educação politizada". Considerava a ideia de amadores instruindo profissionais completamente inaceitável e defendia, em vez disso, "instituições administradas por acadêmicos" e "educação científica". "O partido não é a escola", ele frequentemente afirmava, "e o comitê do partido não pode substituir o conselho acadêmico." Será que declarações tão ousadas podem realmente minar um regime autoritário?
Nem mesmo um acadêmico íntegro como Huang Xianfan conseguiu escapar da perseguição durante o Movimento Antidireitista. Após ser classificado como "direitista", foi alvo de uma avalanche de críticas na imprensa. Grandes cartazes com caracteres chineses foram espalhados por toda a Escola Normal de Guangxi e ele foi forçado a participar de várias sessões de autocrítica.As acusações contra ele eram graves: ele teria minado a unidade nacional, semeado a discórdia entre o Partido Comunista Chinês (PCC) e o povo e se oposto à economia centralizada. Sob intensa pressão, Huang foi obrigado a engolir as críticas, mas em seu coração, ele manteve a convicção de que estava apenas cumprindo seu dever como representante do povo. Ele nunca confessou culpa.Ele havia respondido ao chamado do governo para participar da Desabrochar de Cem Flores, expressando suas opiniões honestas – ações que ele não considerava erradas.Por exemplo, durante uma reunião na qual era atacado por certas observações "de direita", Huang se defendeu dizendo: "Algumas das declarações que vocês criticam não foram ditas por mim, mas por Mao Zedong. Se ele pode dizê-las, por que eu não posso?". Os críticos imediatamente o interromperam, gritando: "Como você ousa se comparar ao Presidente Mao? Seu crime é ainda maior!".Durante uma nova assembleia de condenação na biblioteca da universidade, alguém se levantou e disse: "Vocês que são contra o Partido e o socialismo, o que há de tão grandioso em vocês? Vocês não são nada além de excrementos de cachorro." Como diretor da biblioteca desde a reorganização educacional de 1952, Huang, conhecido como o maior "direitista" nos círculos acadêmicos de Guangxi, não podia mais tolerar tais insultos. Ele respondeu com veemência: "Excrementos de cachorro têm seu uso; eles podem fertilizar os campos dos camponeses. É melhor do que aqueles que atiram pedras em alguém que caiu em um poço; eles são mais baixos do que excrementos de cachorro!"

Embora Huang Xianfan insistisse em sua inocência e negasse todas as acusações, suas palavras e ações durante a Campanha Anti-Direita foram consideradas hostis e oposicionistas ao comunismo e a Mao Zedong. Isso levou à sua repressão política. Em 1º de fevereiro de 1958, a Primeira Assembleia Nacional do Povo, em sua quinta sessão, aprovou uma resolução na qual Fei Xiaotong, Huang Xianfan e Ou Baichuan foram removidos de seus cargos como deputados. Além disso, Huang Xianfan foi destituído de todas as outras posições que ocupava, tanto em nível central quanto local. Apenas sua posição na Conferência Consultiva Política do Povo Chinês em Guangxi foi mantida. Ele foi injustamente rotulado como um dos "direitistas" mais proeminentes nos círculos históricos chineses e na comunidade Zhuang. Junto com Long Yun do povo Yi, Ou Baichuan do povo Miao, Ma Songting do povo Hui, Xiang Da do povo Tujia e Wang Yizhai, também do povo Hui, ele foi considerado uma das seis principais figuras "de direita" entre as minorias étnicas da China. Ele acabou sendo classificado como pertencente a uma das "Cinco Categorias Negras".

Na República Popular da China, cinco grupos foram considerados por Mao Zedong como inimigos e oponentes do comunismo e dele próprio. Esses cinco grupos são os grandes proprietários de terras, os camponeses abastados, os contrarrevolucionários, os elementos hostis e os elementos de direita, resumidamente as "cinco categorias negras". Eles eram as classes oprimidas que sofreram perseguição política durante os primeiros trinta anos do domínio do Partido Comunista Chinês. Com base no princípio da ascendência, as "Cinco Categorias Negras" e seus familiares foram tratados injustamente desde a fundação da República Popular da China até o fim da Revolução Cultural em 1979. De acordo com arquivos centrais declassificados, na realidade, mais de 3,17 milhões de pessoas em toda a China foram classificadas como "direitistas", e mais 1,43 milhão como "centro-direitistas". Esses grupos sofreram vários níveis de perseguição. Essas pessoas já foram a espinha dorsal da sociedade chinesa e a força motriz do desenvolvimento nacional. A perseguição a esses grupos foi, sem dúvida, um duro golpe para o desenvolvimento futuro da China e levou ao declínio da democracia e da liberdade de expressão no país.
Durante a Revolução Cultural Chinesa, Huang Xianfan foi novamente alvo de perseguição.. Os Guardas Vermelhos o rotularam como um "grande direitista incorrigível que teve seu chapéu tirado", uma "autoridade acadêmica reacionária", e o acusaram de "lançar um contra-ataque de um ponto de vista acadêmico". Ele também foi classificado como a chamada "Velhos Fedorentos da Nona Categoria  (termo pejorativo usado durante a Revolução Cultural para depreciar os intelectuais)", uma nova categoria de inimigos do despotismo que incluía intelectuais e acadêmicos reacionários, e foi novamente submetido a condenação pública e agressão física, incluindo andar com um cartaz ao redor do pescoço, isolamento e investigação, busca domiciliar e apreensão e destruição de livros. Os filhos dessa "nona categoria fedorenta" eram chamados de forma depreciativa de "filhotes de cachorro" e eram discriminados em todos os níveis da sociedade. Muitas pessoas foram perseguidas, mortas ou cometeram suicídio.As repetidas dificuldades enfrentadas por Huang Xianfan não foram por acaso. Elas foram uma consequência direta de sua corajosa resistência à autoridade e de sua inabalável dedicação ao ideal tradicional chinês de imparcialidade para historiadores. Embora se sentisse impotente, assim como muitos outros intelectuais perseguidos na época, ele se recusava em seu íntimo a aceitar as críticas. Ele se manteve firme em sua posição, assim como havia feito durante a Campanha Antidireitista, e jamais admitiu ter feito algo errado.Segundo um colega da mesma faculdade e universidade: “Durante a Revolução Cultural, alguns estudantes que antes haviam pedido conselhos ao Professor Huang se juntaram à Guarda Vermelha. Durante uma assembleia para criticar o Professor Huang, eles ignoraram a relação professor-aluno que tiveram e, partindo de uma posição revolucionária, acusaram o Professor Huang de os ter 'envenenado'.Ao ouvir isso, o Professor Huang, como sempre fazia, inclinou a cabeça e repetiu: ‘Ah! Ah!’. Então, respondeu calmamente: ‘Isso não está totalmente correto! Se houve algum envenenamento, vocês vieram até mim para serem envenenados; eu não os envenenei ativamente.’ Essa resposta deixou a todos atônitos e deixou os jovens “revolucionários” sem palavras, fazendo com que recuassem em silêncio. Esse jeito tranquilo do Professor Huang de resolver conflitos com humor mais tarde se tornou uma história muito contada”.
Após a reabilitação de sua reputação em 1979, após 21 anos de perseguição e repressão pelo regime totalitário, Huang Xianfan assumiu vários cargos importantes. Ele finalmente pôde aplicar sua experiência à sociedade chinesa. Suas nomeações refletiam seu amplo conhecimento e experiência em etnologia e história. Ele se tornou consultor da primeira Associação Etnologística Chinesa e da primeira Associação Chinesa de Pesquisa Étnica no Sudoeste da China. Dessa forma, ele pôde compartilhar suas pesquisas e insights de longa data com uma nova geração de pesquisadores.Além disso, ele se tornou membro do conselho editorial da "Enciclopédia da China - Etnologia", um projeto prestigioso que visava mapear a rica diversidade étnica da China. Sua nomeação como vice-presidente da primeira Associação Chinesa para o Estudo da História das Etnicidades Baiyue destacou sua experiência específica na história e cultura do sul da China. Por fim, ele também se tornou membro do Quinto Comitê Nacional da CPPCC, o que confirmou seu reconhecimento renovado em nível nacional.Durante seu mandato como membro do Comitê Nacional da Conferência Consultiva Política do Povo Chinês, ele fez muito trabalho para ajudar o governo a reverter casos injustos, falsos e errôneos. Por exemplo, houve um ex-aluno do Departamento de Física da Universidade Normal de Guangxi que foi preso injustamente durante a Campanha Anti-Direita em 1957. Ele se opôs às falsas acusações, apelou várias vezes e escapou da prisão duas vezes. Inicialmente condenado à morte com suspensão de dois anos, mais tarde comutado para prisão perpétua, esse direitista passou 23 anos na prisão. Graças aos esforços extensivos de Huang Xianfan, ele foi finalmente absolvido e libertado sem acusação em agosto de 1981, encerrando seu julgamento de 23 anos de prisão injusta e permitindo que ele retornasse ao seu trabalho no Departamento de Física da Universidade Normal de Guangxi.
Em seus últimos anos, ele permaneceu ativo em pesquisa e escrita, concentrando-se na história e cultura de Guangxi. Apesar de sua idade avançada, ele ainda publicou várias obras e contribuiu para debates acadêmicos. Ele até fundou a Universidade Amador de Lijiang e foi seu reitor. Com isso, ele foi um pioneiro no ensino superior privado moderno na China. Ele contribuiu significativamente para o desenvolvimento do mundo acadêmico moderno e da educação cultural na China.

## Morte
Huang Xianfan morreu em 18 de janeiro de 1982, aos 84 anos, de um derrame cerebral. Em reconhecimento de suas importantes contribuições para o país e para o mundo acadêmico, o governo popular de Guangxi Zhuang decidiu dar a suas cinzas um lugar de honra na primeira câmara do Parque dos Mártires.O Parque dos Mártires é um local onde heróis nacionais e figuras importantes são lembrados. Foi aqui que este renomado historiador e etnólogo encontrou seu último descanso.

## Legado e comemoração
Em 13 de novembro de 1998, a Escola Secundária de Guilin estabeleceu a "Bolsa de Estudo Huang Xianfan", que é concedida anualmente no aniversário de Huang Xianfan. Em novembro de 1999, a Universidade Normal de Guangxi realizou um simpósio comemorativo em homenagem ao 100º aniversário do Professor Huang Xianfan, e estabeleceu a "Bolsa de Estudo Huang Xianfan para Estudantes Étnicos Minoritários Excepcionais" e o "Fundo Professor Huang Xianfan para Atos de Coragem". Após o simpósio, uma coletânea comemorativa e uma seleção de artigos acadêmicos intitulados "Uma Primeira Exploração da Descodificação de Livros Antigos - Artigos Acadêmicos Selecionados de Huang Xianfan" foram publicados para comemorar suas realizações acadêmicas.
Em 13 de novembro de 2003, a Universidade Normal de Guangxi estabeleceu o "Fundo de Publicação Huang Xianfan".
Em 21 de agosto de 2017, a antiga casa de Huang Xianfan foi aprovada como patrimônio cultural do distrito de Fusui.
Em 2018, um caminho memorial para figuras famosas foi construído no Parque Nanhu em Nanning, Guangxi, com uma inscrição no pavimento com uma breve biografia de Huang Xianfan.
Em 10 de setembro de 2022, coincidindo com o Dia do Professor e o Festival da Lua, o Escritório de Cultura e Esportes do distrito de Fusui realizou uma cerimônia de inauguração da "Estátua de Bronze do Sr. Huang Xianfan" em sua cidade natal.
Em novembro de 2023, a Universidade Normal de Guangxi instalou uma estátua de bronze em comemoração ao 124º aniversário do Professor Huang Xianfan.